# 立山
立山（たてやま）は、富山県の飛騨山脈（北アルプス）北部にある山。中部山岳国立公園に属する。雄山（おやま、標高3,003メートル）、大汝山（おおなんじやま、3,015メートル）、富士ノ折立（ふじのおりたて、2,999メートル）の三つの峰からなる。富山県の最高峰であり、日本海に面する道府県の最高峰である。また、日本の3,000メートル級の山としては最北端に位置する。
日本三名山、日本三霊山（三大霊場、三大霊地）、日本四名山、日本百名山、新日本百名山および花の百名山に選定され、富山県のシンボルの一つとされている。

## 自然環境

### 地勢
広義の立山は、一つの山脈が造山過程で東西に分かれ、立山連峰と後立山連峰と称す複列連峰である。

### 地理

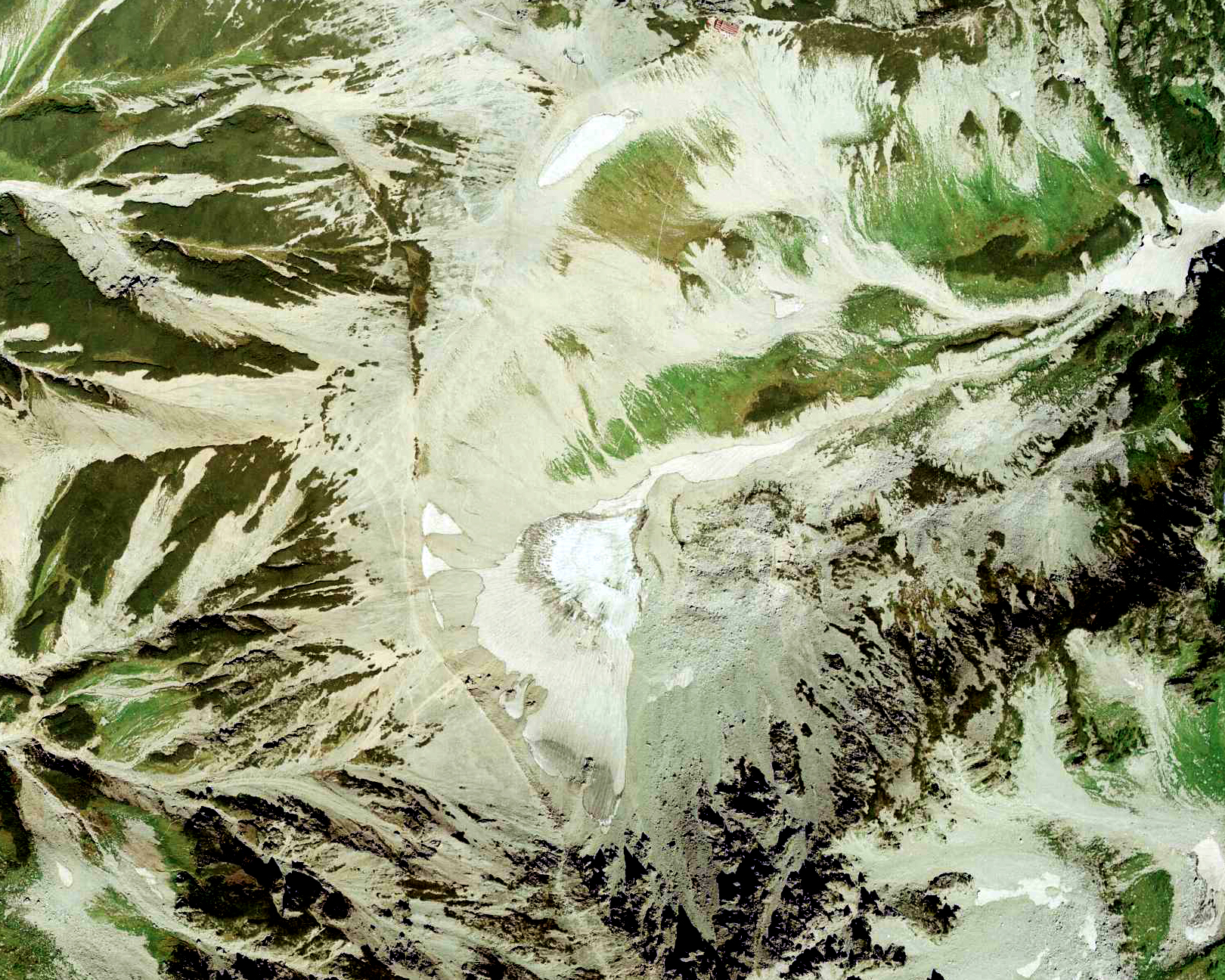
内蔵助氷河の空中写真。1977年9月16日撮影。。

山体

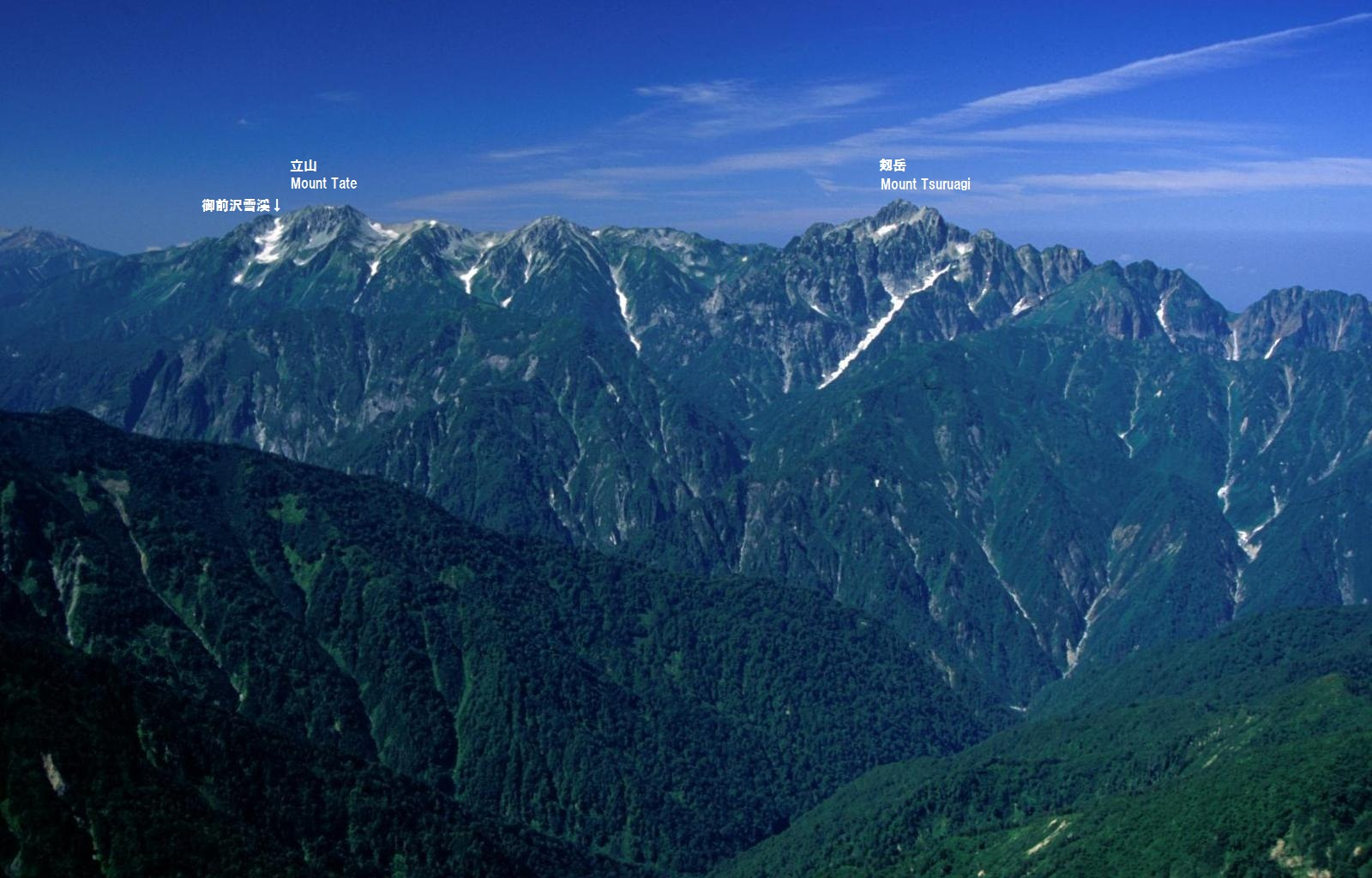
五竜岳から望む御前沢氷河と剱岳

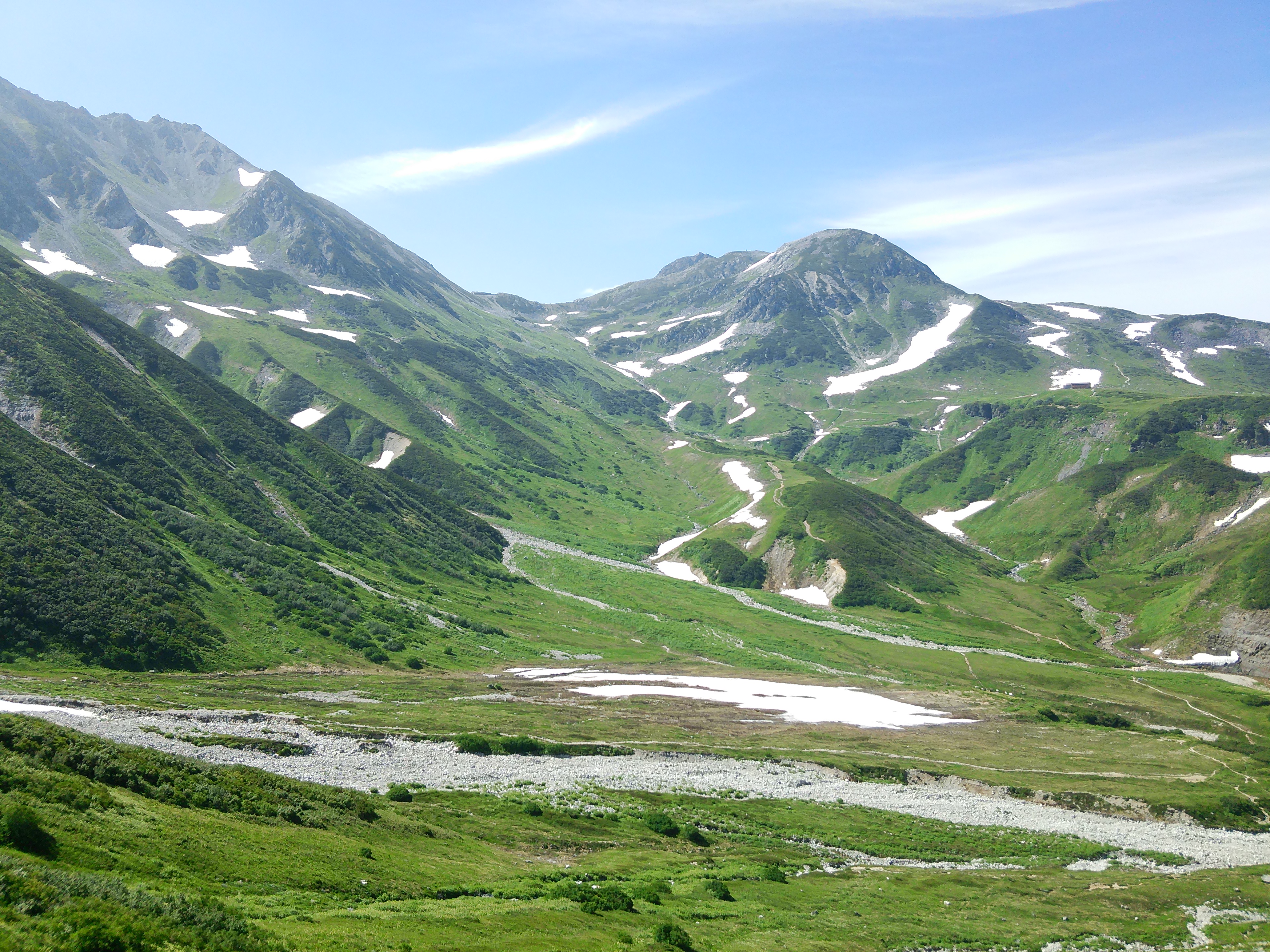
雷鳥沢から望む立山雄山

かつて山体は立山カルデラにあり、元の立山火山の山頂部は侵食で喪失している。弥陀ヶ原と五色ヶ原はこの火山の火砕流堆積物や溶岩の台地である。ミクリガ池、ミドリガ池は火口湖であり、現在の立山火山の主な火山活動は地獄谷周辺の火山性ガスの噴出と温泉噴出である。造山運動により形成された褶曲山脈であり、黒部川を挟んで後立山連峰と対峙している。

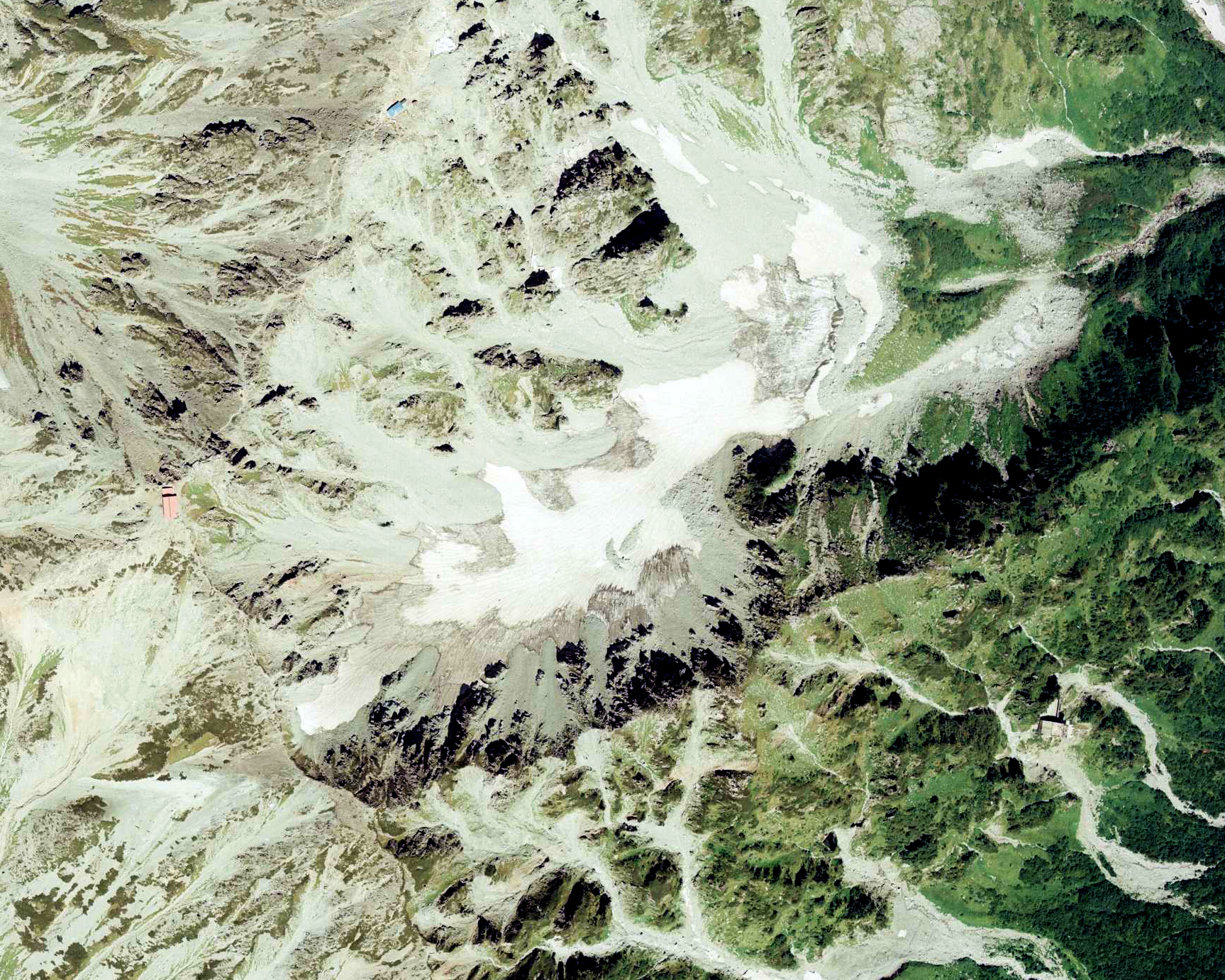
御前沢氷河の空中写真。1977年9月16日撮影。。

御前沢氷河
雄山の東側斜面にある御前沢氷河は全長約700メートル、面積約0.1 平方キロメートルの氷河である。日本に現存するものとしては数少ない氷河であり、黒部川の水源の一つとなっている。
内蔵助氷河
内蔵助カールにある日本で最小の氷河。日本に現存する7つの氷河のうち、一般登山者が踏み入れることができる唯一の氷河である。
山崎カール
雄山の西側斜面に圏谷があり、一般には山崎カールと呼ばれている。1905年（明治38年）、地理学者の帝国大学理科大学（現東京大学）教授の山崎直方によって日本で初めて発見された氷河地形である。1945年（昭和20年）、薬師岳東側の圏谷群とともに国の天然記念物に指定されている。命名者は山崎の高弟である石井逸太郎（1889年 - 1955年）で、「立山連峰の氷河作用‐特に山崎圏谷に就いて」（地理評、1943年）などの論文で天然記念物指定のきっかけを作った。

### 周辺の主な峠
- 室堂乗越 - 奥大日岳と剱御前との西寄りの鞍部
- 新室堂乗越 - 奥大日岳と剱御前との東寄りの鞍部
- 別山乗越 - 剱御前と別山との鞍部
- 真砂乗越 - 別山と真砂岳との鞍部
- 一ノ越 - 雄山と浄土山との鞍部
- ザラ峠 - 獅子岳と五色ヶ原との鞍部

### 源流の河川
立山を源流とする主な河川は以下の通り。いずれも富山湾へ流れる。
- 黒部川
- 立山川（早月川の支流）
- 常願寺川
- 称名川（常願寺川の支流で、落差日本一の称名滝がある）

### 基準点
雄山山頂にある雄山神社峰本社神殿右端の前には、測量の基準である大きな黒御影石の標石（標高点3,003メートル）があり、その約70メートル南南西に一等三角点（標高2,991.59メートル、点名「立山」）の標石が設置されている。雄山は、一等三角点百名山に選定されている。

### 気候
冬季はシベリアから吹く寒風によって日本海で発生した水蒸気が運ばれ、立山の3,000メートル級の山々にぶつかることで大量の降雪をもたらす。世界有数の豪雪地帯であり、積雪は15メートル以上、最低気温は氷点下20℃以下になる。

### 植生
室堂周辺から上部は、森林限界のハイマツ帯で、多くのライチョウが生息している。花の百名山に選定されていて、室堂周辺などでは雪解けと共に多くの高山植物の開花が見られる。タテヤマリンドウ、タテヤマウツボグサ、タテヤマアザミ、タテヤマキンバイ、タテヤマオウギなどのタテヤマの名称が付く高山植物があるが、立山の固有種というわけではない。
|            |          |                                |                                |            |            |
| ライチョウ | ハイマツ | タテヤマリンドウ（青色・白色） | タテヤマリンドウ（青色・白色） | チングルマ | クルマユリ |

登山者や観光客の増加により室堂周辺は外来植物や病原菌の侵入など、生態系の破壊が危惧され、全国的にも早い段階でマイカー規制が敷かれるようになった。

## 人に関わる歴史

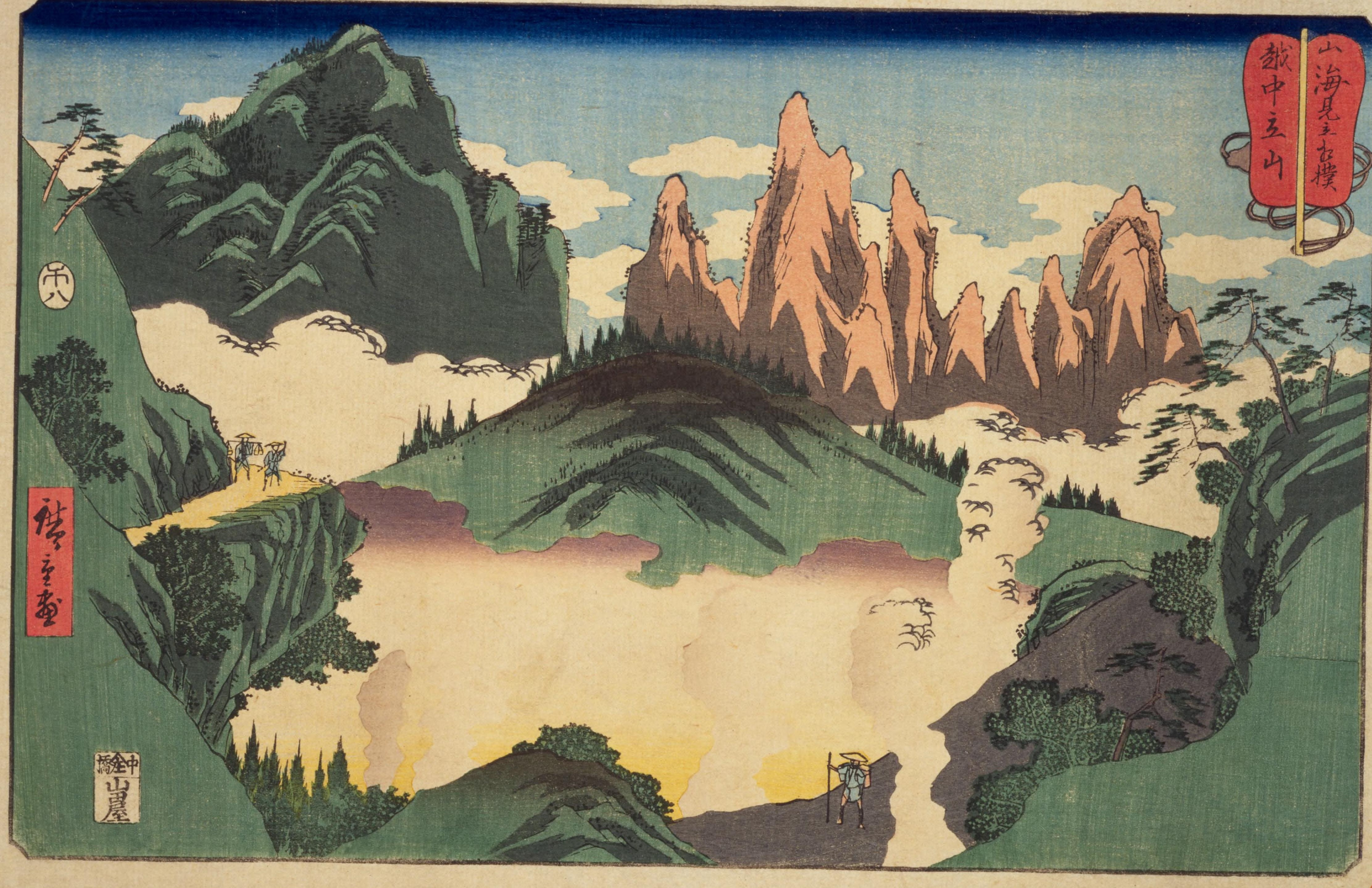
歌川広重『山海見立相撲 越中立山』（1858年・安政5年）

- 701年（大宝元年） 国司（越中守）佐伯有若およびその子の有頼（慈興上人）により開山されたと伝わる（白鷹伝説）。
- 1695年（元禄8年） - 加賀藩主が室堂平に立山寺（立山権現）参拝者のための参籠所（現在の室堂山荘の前身）を設置[図 5]。江戸時代には、立山信仰が盛んになり、多くの信者が立山に登拝した。
- 1858年（安政5年）4月9日（新暦） - 安政飛越地震が起きて、鳶山の一部だった大鳶山と小鳶山が消滅し、立山カルデラに大量の土砂が流れ込む。これ以降、現在に至るまで砂防工事が続けられている[図 6]。
- 1872年（明治5年） - 太政官通達により神社仏閣地の女人禁制が解かれる。それ以前の女性の登拝は、芦峅寺の姥堂までとされていた。
- 1880年（明治13年） - 大町市野口 - 針ノ木峠 - ザラ峠 - 富山市原村を結ぶ有料道路の立山新道が開通。
- 1894年（明治27年） - 陸地測量部の館潔彦らが立山を測量。
- 1927年（昭和2年）5月12日 - 頂上直下、三ノ越の巨岩に昭和天皇の御製「立山の空にそびゆる雄々しさにならえとぞ思ふ御代の姿も」を刻んだ歌碑が完成。
- 1932年（昭和7年）
  - 7月1日 - 室堂に夏季高山気象観測所が設置され、立山の天気予報が開始される[4]。
  - 7月20日 - 室堂に立山臨時郵便局が開設される[5]。
- 1934年（昭和9年）12月4日 - 中部山岳国立公園に指定され、山域はその特別保護地区となる[6]。
- 1953年（昭和28年）6月15日 - 立山頂上郵便局を室堂に開設[郵 1]。取扱開始日は同年7月5日[郵 1]。
- 1954年（昭和29年） - 富山地方鉄道立山駅から美女平駅までの区間の立山ケーブルカーが開業。
- 1970年（昭和45年）7月10日 - 立山頂上郵便局を立山山頂郵便局へ改称[郵 2]。
- 1971年（昭和46年）6月1日 - 立山黒部アルペンルートが全通開通。
- 1981年（昭和56年）7月18日 - 立山山頂簡易郵便局が室堂に開設される[郵 3]。取扱開始日は同年7月20日[郵 3]。
- 1981年（昭和56年）7月20日 - 立山山頂郵便局が廃止され、引継局を小見郵便局とする[郵 4]。なお2022年現在、立山山頂は日本郵便から交通困難地の指定を受けているため、地外から当地宛に郵便物を送付することはできない[郵 5]。
- 1995年（平成7年）6月27日 - 解体修理の行われた室堂小屋が国の重要文化財に指定[7]。山小屋として使用されていた建物としては日本最古のものである。
- 2000年（平成12年）4月28日 - 郵政省が、『立山連峰とチューリップ畑・富山県』の50円切手を発売[郵 6][図 7]。
- 2008年（平成20年）8月 - 富山県、地元市町が「立山・黒部〜防災大国日本のモデル―信仰・砂防・発電―〜」として、立山を世界遺産の文化庁暫定リスト公募に提案していたが、「国際評価が定まっていない」としてリスト入りが見送られた[報 3]。
- 2012年（平成24年）
  - 6月- 日本雪氷学会により、御前沢雪渓に存在する氷体が日本では数少ない現存する氷河であることが確認され、「御前沢氷河」と命名される[富 1]。
  - 7月3日 - 弥陀ヶ原と大日平がラムサール条約湿地に登録[8]。
- 2014年（平成26年）8月28日 - 立山黒部ジオパークが日本ジオパークに登録。
- 2018年（平成30年）1月 - 内蔵助雪渓に存在する氷体が氷河であることが確認される[報 2]。

## 歴史・信仰

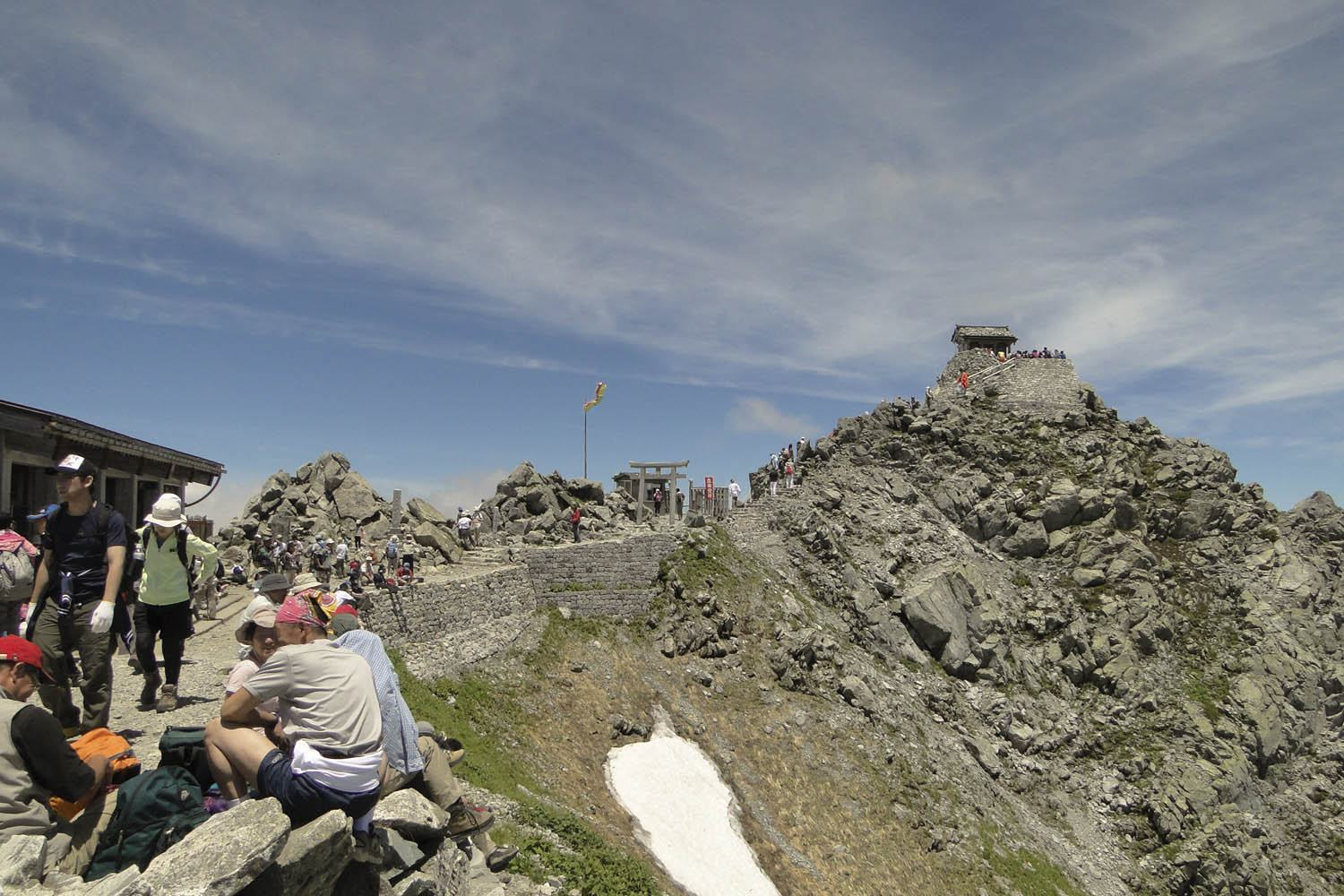
雄山神社と登山者

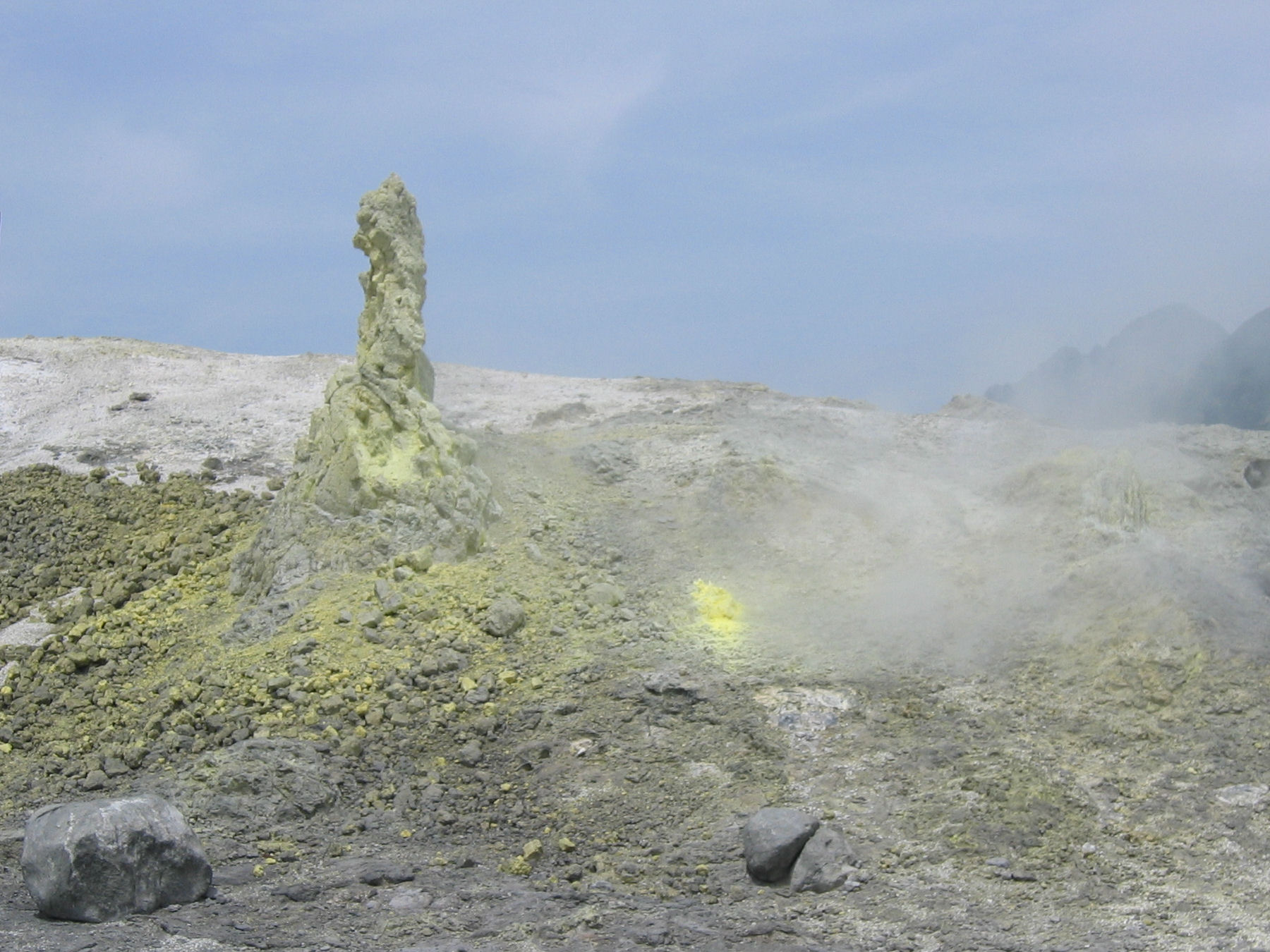
地獄谷のイオウ塔

立山は、縄文の太古から自然崇拝の山として、また、奈良・平安時代以降は山岳信仰（立山信仰）による立山修験が現れて、日本三霊山の一つとされている。

### 律令国家の立山開山
立山について『万葉集』には「多知夜麻」と記された。国文学的表現として立山は「植うる剣」とされ、「荒城の月」の歌詞にある「ううる剣」のモチーフの基でもある。
越中の守として遣わされた国司大伴家持（天平18年〈746年〉- 天平勝宝3年〈751年〉以前在任）は、天平19年（747年）「皇神（すめかみ）の 頷（うしは）きいます 新川の その多知夜麻（たちやま）に〜」（国神の領有される新川のその立山に）と立山の霊性を詠んだ。『万葉集』に歌われた立山は、遥かに敬い拝む神山であり天皇も知るところであった。「立山賦」および「敬和立山賦」に片貝川が詠われたのは有力な拠点があったとうかがえる。現代まで片貝川の小石を持参して頂上に供える習俗は続いており、保の伏山や有頼柳などを伝え、大伴氏から別れた佐伯氏が片貝川、布施川の辺りに蕃衍（はんえん）している。山麓には信仰にかかわる立山の神霊を祀ったとみられ、この奈良時代（710年 - 794年）ごろは、古来の地主神とされる刀尾（たちお）天神を敬っていたと見られる。
一方、8世紀ごろに役小角を開祖とする修験道の広まりに加え、これを追いかけて9世紀初頭に空海・最澄らが密教（真言宗・天台宗）を日本に伝える。山中での修験の広まりと密教が結びつき、立山には、吉野・熊野三山、および、高野山金剛峯寺、比叡山寺門派などの修験修行僧が入ったと考えらる。開山の記に、大日岳・剣岳の両山頂付近では、奈良後期から平安初期の錫杖が見つかっている。秘峰であった立山は、9世紀中ごろに律令国家的な開山がなされ、併せて寺院などの建立が進んだことがうかがえる。

### 修験道と密教
京の東方立山では、大日、および、不動明王、薬師浄土など真言密教系の修験に取り囲まれる一方で、円密一致をなす天台密教の修験の場である。中心には西方を司る阿弥陀が坐す。
最澄が修めることができなかった真言密教は、円仁から円珍と渡り補完された。佐伯一門で空海の甥の円珍は、役小角の後を慕い承和12年（845年）大峯山・葛城山・熊野三山を巡礼し修験道の発展に寄与し、承和13年（846年）延暦寺の学頭となって、仁寿3年（853年）唐に渡った。天台山に学ぶのみならず、青龍寺の法全から、伯父の空海と同じく密教の奥義を伝授された。天安2年（858年）に帰国し、翌貞観元年（859年）に園城寺に入り、清和天皇より園城寺を賜わってこれを顕教、密教に加えて修験道を兼学する伝法灌頂の道場とし、唐から請来した経典や法具を園城寺唐院に収蔵した。円珍は、最澄が志した真言密教を修めた天台法華円宗の円密一致を補完した。
この円珍の弟子、康済（こうぜい、828年 - 899年）は、比叡山にて承和14年（847年）に受戒し、円珍が天安2年（858年）に唐から帰国したのち、円珍から伝法灌頂を授けられた律師（法橋）となる。康済は、「越中立山建立」と師資相承（ししそうじょう）しており、のちに天台座主第8世・園城寺長吏第4世（別当大師）に至る。高野山、比叡山と同規模以上の一大宗教山として立山（りゅうさん）信仰と共に施設や登山ルートなど形の整えは、在地の佐伯一門が中心に、また、叡山僧では師の円珍から相承けた康済に渡って行われたと見られる。立山の説話では、立山山麓に芦峅寺、岩峅寺（いわくらじ）、太田寺（おおたじ）、日中寺（にっちゅうじ）または森尻（もりじり）など広範囲に広がる六寺の宗教村落跡が伝わるものの、現在は天台の仏寺は残らず、芦峅、岩峅の両拠点の雄山神社のほかに、日中に日置神社が、森尻に神度神社が残ってわずかに往時を偲ばせている。雄山神社には、雄山の立山本峰に峰本社があり、山麓芦峅寺の中宮（祈願殿）、岩峅寺の麓大宮（前立社壇）とともに、三位一体の形を有し健在である。峰本社を見上げる室堂平には参籠の場として建てられた室堂が復元されている。このほかに、刀尾神社が点在しており、また、真言密教の仏寺に刀尾寺や不動明王を祭る日石寺などがわずかに現存している。
康済が律師となったころ、「雄山神」は、清和天皇から貞観5年（863年）9月条、初めて官位を授かり、『三代実録』「25日甲寅、越中国正五位下雄山神に正五位上を授く」とあり、その功績から律令国家の下におかれている。国司同様それ以上に遇される雄山神社の創建がうかがえ、この時までには開山していたと見られる。また、「雄山神」の功績から、宇多天皇寛平元年（889々）8月条、『日本紀略』「正五位上雄山神を従四位下に叙す」と昇進している。
国司の政務は、在地の佐伯一門の影響があったと想起され、何らか「雄山神」および「比叡山（寺門派）」ともおのおの強く関りあったと見られる。国司は8世紀の家持と池主のほか佐伯御形、佐伯鷹守、9世紀の大伴黒成、佐伯河雄などが続く。かつて魚津に蕃衍した在地の佐伯一門は、御形、鷹守の頃より拠点を移動して、森尻や日中を経て、開山の前には芦峅、岩峅の両拠点に移っていたと見られる。
開山縁起では、『大宝律令』施行の大宝元年（701年）に遡って、これら開山を大きく比喩した説話に替えられている。剣山刀尾天神（白鷹の剣岳）を目指して立山に入るも、不意に現れた阿弥陀仏（熊の雄山）に白羽の矢を立て感得して立山建立し、また、慈興律師らの寺院普及などを、国司の有若または子の有頼の功績として説話に祭ったと見られる。説話の基には、熊野三山、および、高野山金剛峰寺などの開山縁起に見られる修験説話形式を踏まえて、かつ、康済と在地の佐伯一門を天台上人系の通字の「慈」（この頃10世紀を例え、中興の祖、良源の諡号は慈恵のように）を名に当てはめて、慈朝と慈興などと准えたと見られる。

### 日本神話の説話
立山の中心となる神は、古来は「刀尾（たちお）神」が周知され剱岳などに坐すと考えられたが、それまで秘境であった立山において姿すら未知の秘峰、立山本峰（ほんみね）に坐す「雄山神」が、天台の立山開山に伴って周知されると信仰が改まったと見られる。「雄山神」は、日本神話の説話（『古事記』（712年）、『日本書紀』（720年）など）による天地開闢と黄泉の国、伊邪那岐命の黄泉帰りと神産みの禊などに根ざし、末法思想が広がる平安後期11世紀までには阿弥陀信仰と強く結びつき、立山地獄説話と共に西方極楽浄土の神山として立山権現が定着した。また、剣岳に刀尾（たちお）権現（本地、不動明王）として手力男命（たぢからおのみこと）を迎えて祭ったと見られる。
雄山神社の祭神は、主神に伊邪那岐命・阿弥陀如来、副神に手力雄命・不動明王が祭られ、本地垂迹による神仏混淆がみられ、岩峅寺の雄山神社の境内摂社にも刀尾（たちお）神社が祀られている。また『和漢三才図会』（1712年）巻六八に、立山（りゅうさん）・刀尾（とおび）両権現の祭神として伊邪那岐命、手力男命があがっている。なお平安以降、立山権現には現在と異なる姿がある。
芦峅寺泉蔵坊本『立山大縁起』には「立山禅定ノ濫觴トハ神祇五代ノ開基、伊弉冉・伊弉諾命ノ霊廟ニシテ則チ陰陽交愛ノ根元、衆生流出ノ本土也」とあり、国初の男女両神のみたま屋であって男女交愛の根元の山としている。元禄9年（1696年）、橘三喜は立山に登拝し絶頂の社図を描いており、祠を三間に仕切り、伊弉諾（いざなぎ）・伊弉冉（いざなみ）・瓊瓊杵（ににぎ）三尊を祀ったかたちである（『諸国一宮巡詣記』）。
明和7年（1770年）、京都の公卿町尻兼久が従臣を遣して岩峅寺の立山権現に参詣させた時、岩峅寺の社僧は立山は国初の男女両神を祀ると明言している（『岩峅寺文書』）。
岩峅寺の『立山略縁起』の一つにも「立山大権現は伊弉諾・伊弉冉の霊躰、一切男女の元神」と記されている（『越中国立山禅定名所附図』石川県金沢市立図書館蔵）。

### 立山大権現の大宮開山縁起
『伊呂波字類抄』（平安末期という）の「立山大菩薩顕給本縁起」によると、越中守・佐伯有若宿禰が、仲春上旬の頃、鷹狩りのために山に入ったところ鷹が逃げてしまった。それを見つけに山中に入っていくと熊が現れ襲ってきたので、矢を射かけた。熊は、矢を受けたまま山中に逃げていった。それを追っていくと、その熊とみえたのは金色の阿弥陀如来で、その身には有若が射た矢が刺さっていた。これを見た有若は菩提心を発し、弓を折り髪を切って沙弥となり、慈興と名乗ったという。
『類聚既験抄』（鎌倉末期という）では、「越中国立山権現 文武天皇御宇・大宝元年（701年）始めて建立された。相伝に云う立山にいた狩人が、熊を矢で射て追いかけたところ、その熊は矢を受けて立ったまま死んでいた。しかし、その屍体を見ると、熊ではなく金色の阿弥陀如来であった、乃ち此を立山権現と云う」と記されている。
『和漢三才図会』巻六八（1712年・江戸中期）では、「立山権現 文武天皇・大宝元年（701年）、天皇は阿弥陀如来からの夢告により、佐伯宿禰有若を越中国国司に任じた。ある日、有若の子・有頼が、父が愛育していた白鷹を借りて鷹狩りをしたところ、鷹が逃げてしまった。鷹を行方を探している有頼の前に、右手に剣をさげ左手に数珠を持った翁（刀尾天神・たちおてんじん）があらわれ、「鷹は横江の森にいる」と教えて消えていった。なおも深山に入っていくと大熊が現れ襲いかかってきたので、有頼は弓に矢をつがえて熊の胸を射貫いた。熊は血を流しながら玉殿の岩屋のなかにに逃げ込んだので、有頼も続いて岩屋に駆け込んでみると、熊はおらず三尊が並び立っておられ、しかも阿弥陀如来像の胸には自分が射放った矢が突き立ち血が流れていた。驚いた有頼がその場に伏せていたら、阿弥陀如来があらわれ、『私は濁世の衆生を救おうとして、この山に十界を現して（地獄極楽をすっかりそろえて）、お前の来るのを待っていた。有若を国司にしたのもそのためである。鷹は剣山の刀尾天神で、熊は私である。お前は早く出家して此の山を開け』と告げた。これを聞いた有頼は感泣して山を下り、五智山の慈朝について仏門に入り、慈興と名乗って立山を開き、立山大権現の大宮などを建てた」と記されている。
有頼が、山に入って草をかみ元気を回復した坂を草生（くさおい）坂、妖気迫り、抜刀して切払った坂を断截（だんさい）坂、称名念仏の声に励まされてやすやすと登った坂を刈安（かりやす）坂といい、念仏の声は滝の音だったので、その滝を称名（しようみよう）滝といい、滝を伏拝んだ地を伏拝（ふしおがみ）というなどの地名説話がある。立山は山頂付近に地獄（古い日本語で温泉の意味）がある山としても知られていた。

### 参拝基本作法
立山三山をめぐる立山登拝は、須弥山の天界思想に到達するもので、地獄と浄土による生死観の対比、および、立山本峰に至って雄山の山頂（雄山神社峰本社）から北辰に重ねて大汝を拝むこと、これ即ち宇宙に己（大汝）を写して己を悟るものと考えられ、古来修験より信仰が広がっている。また、大日岳や雄山から剱岳（俱利伽羅不動明王）を拝むことも同様である。信仰上、大汝山や剱岳は拝む山であり自らが登る山ではない。

### 参拝前の御祓
立山登拝の際に、河原で石を携えて雄山の山頂に石を供える習わしがある。天界浄土となる立山本峰は、富山城下から見ると、立山の大日岳による死角に隠れされている。登拝は、麓の岩峅寺に所在する雄山神社（旧称は立山権現・雄山権現）、「神様の降り立つ場所」の意味を含む芦峅寺の麓大宮（前立社壇）にて、立山に入山する者の身の穢れや罪を祓い、道中無事の祈願から始まる。雄山の山頂には、雄山神社本宮（峰本社）があり、霊山信仰を導いている。

## 観光
古くから修験者が登山した山が、現代では立山黒部アルペンルートが開通し、高尾山や富士山に次ぎ、国内外から年間100万人に迫る観光客が訪れる山岳観光地である。また立山連峰（剱岳、雄山、富士ノ折立）には、日本では数少ない氷河が現存する。

### 雪の大谷

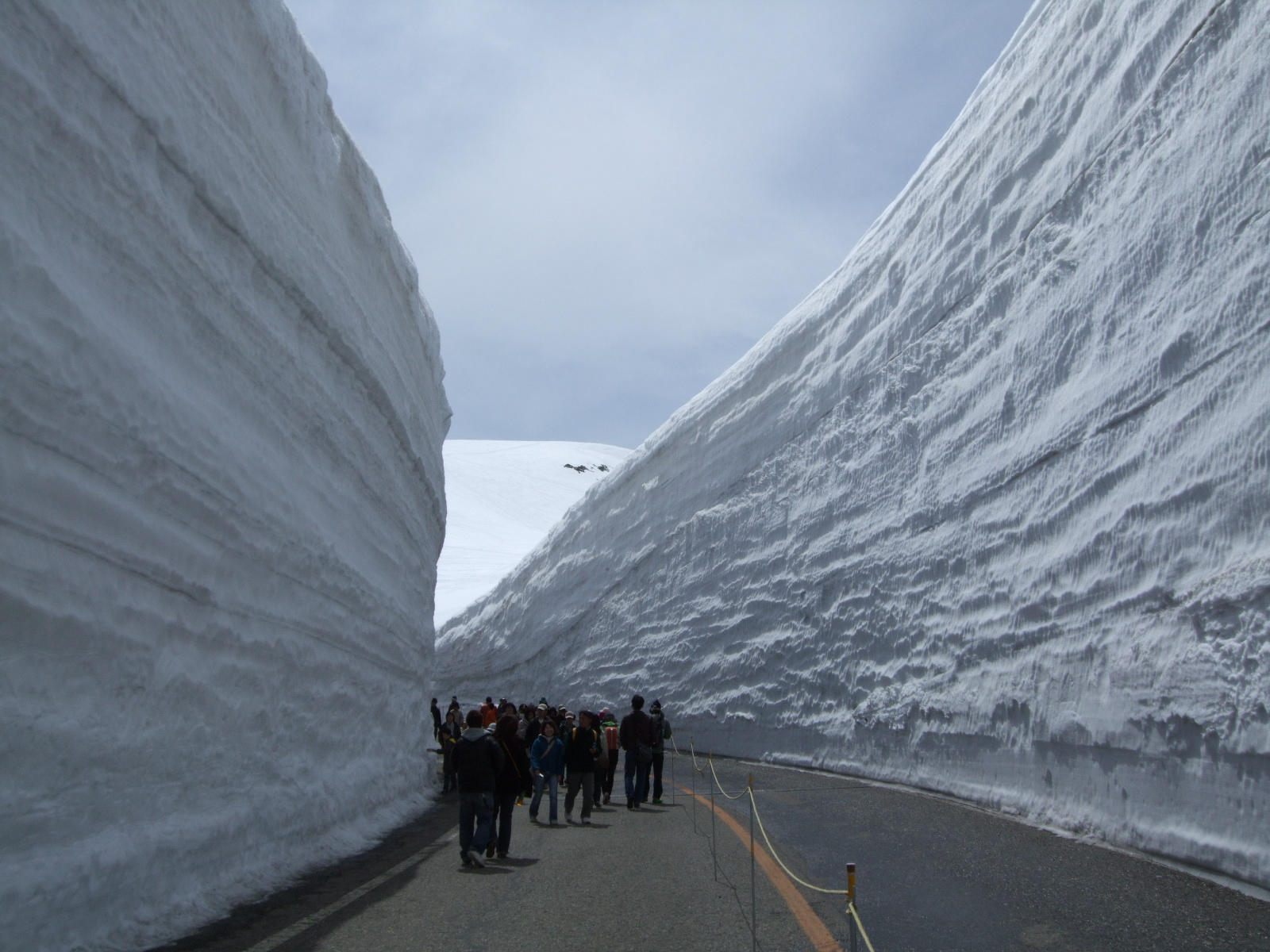
雪の大谷

立山アルペンルートが春に除雪され開通すると、室堂ターミナル付近の道路は両側が10 - 20メートルの高さの雪の壁となり、「雪の大谷」と呼ばれている。

### 弥陀ヶ原

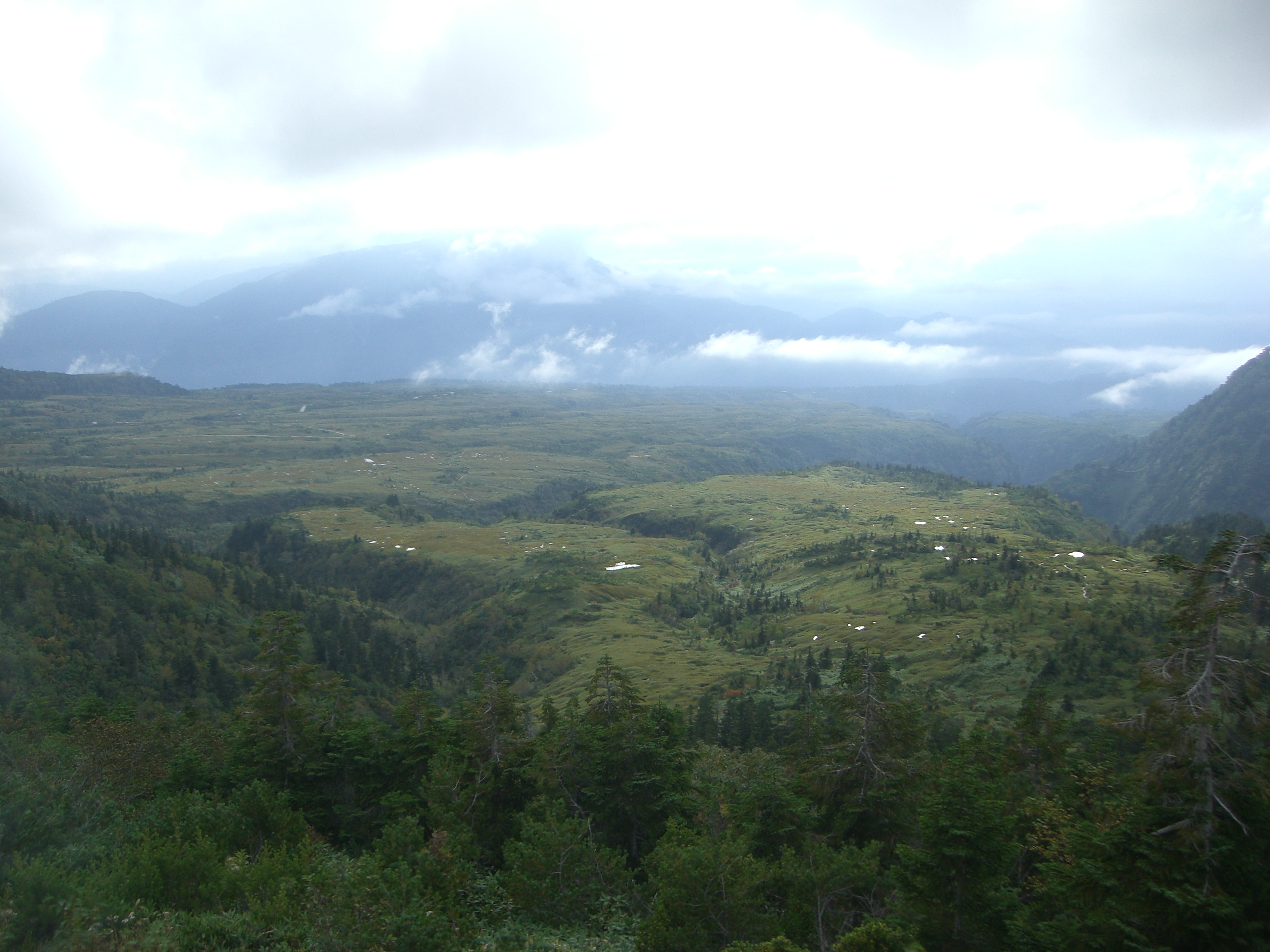
弥陀ヶ原

### 地獄谷

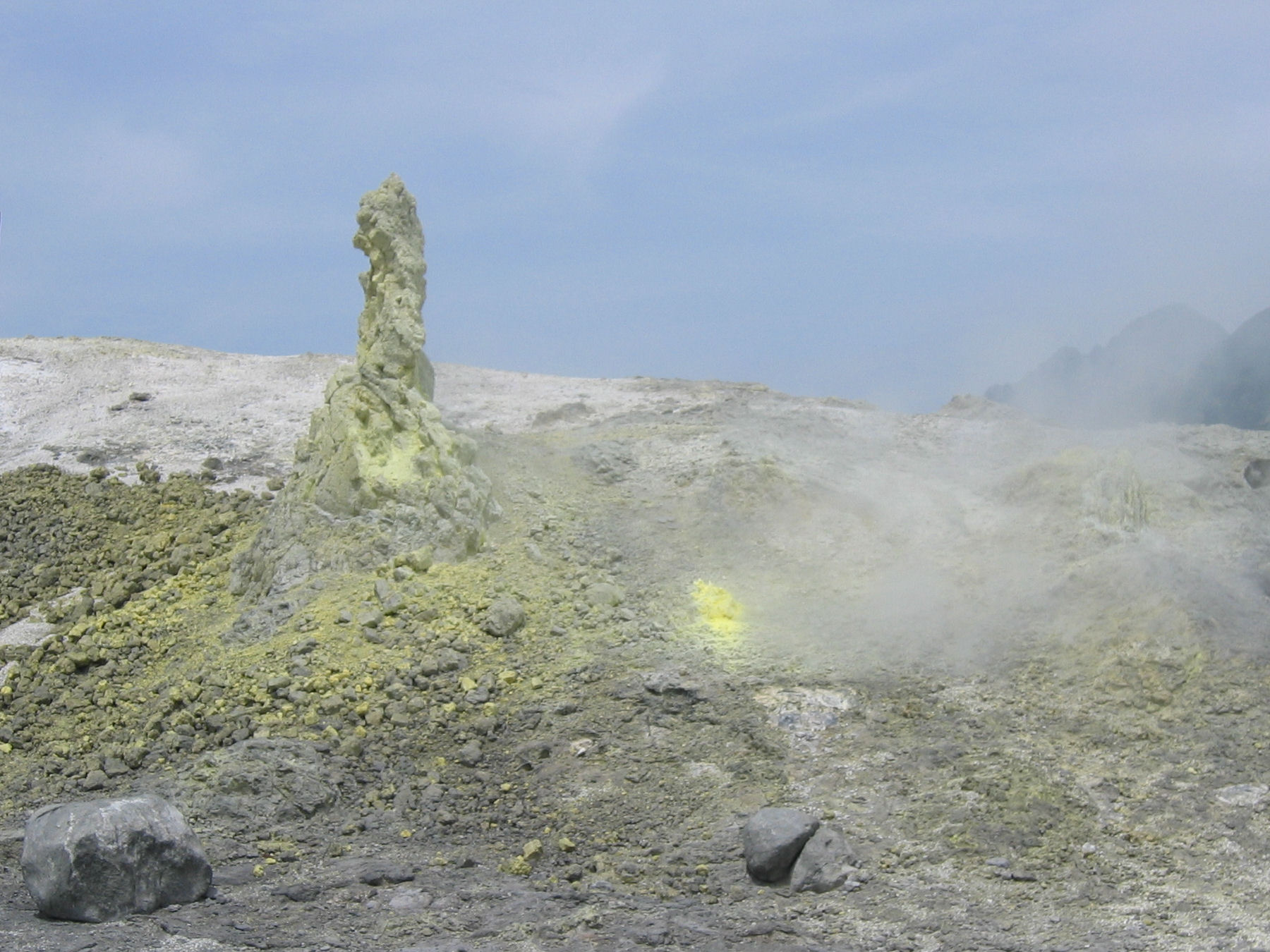
地獄谷のイオウ塔

室堂の北側には、みくりが池の湖畔を通り地獄谷へ向かう遊歩道がある。地獄谷の北西にはほとんど草木が生えることができないエンマ山と呼ばれる硫黄を含んだ丘がある。地獄谷では、噴煙、火山ガスおよび温泉の源泉があり、有毒ガスの濃度によって遊歩道が通行禁止となる場合がある。この源泉が、周辺の宿泊施設で温泉施設に利用されている。

### 黒部平

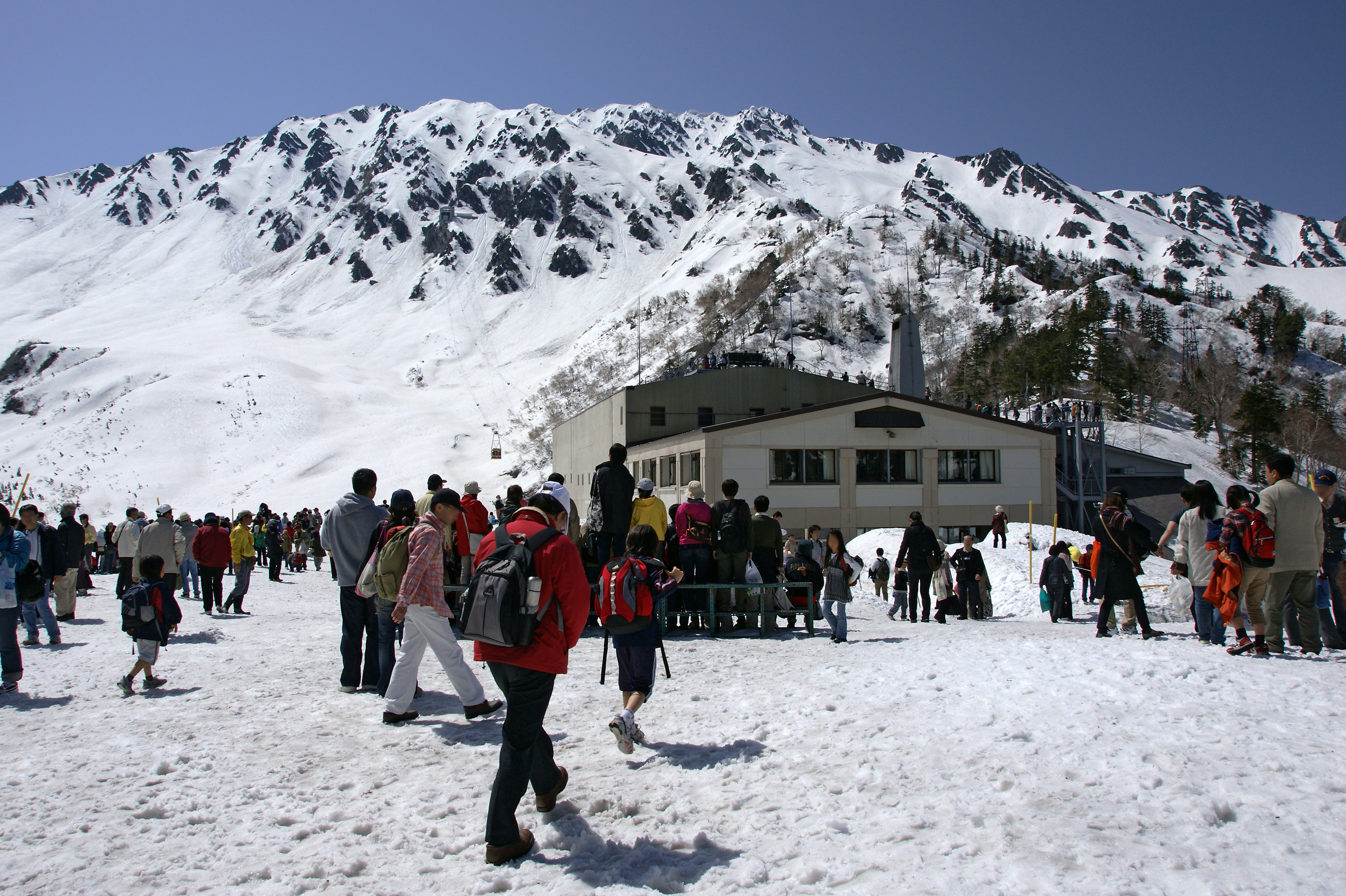
黒部平駅 (1,828メートル) から望む立山の裏側

## 登山
立山と弥陀ヶ原周辺は、3,000メートル級の山々とはいえ古くから多くの人の参拝が可能であった。それに対して、剱岳を初めとする山々は近代になってようやく登山の対象となった。
江戸時代から旧越中国の多くの村では、男子は15歳または16歳になると成人儀礼として集団で立山（雄山神社）を登拝する風習があり、この立山詣りで一人前と認められた。明治以来、富山県内の小学校で、学校行事として立山で学校登山が行われてきた。富山県教育委員会によれば、富山県内で立山登山を行っている小中学校は60 - 70校で推移していたが、2016年には小学校188校のうち103校にまで広がった。ところが、2020年代に新型コロナウイルス感染症の拡大や教員を含む働き方改革の影響で立山登山を行う小学校が激減。2020年度には7校、2021年度には28校となった。
1964年（昭和39年）6月20日に高原バス全線（美女平 - 室堂）が営業を開始すると、標高2,450メートルの室堂までバスで行くことができ、立山登山も手軽に行えるようになった。
また富山県教育委員会の主催で、富山県下から小学6年生を募集し「12歳立山夢登山」も行われた。しかし2003年（平成15年）7月、小学生が転落し収容先の病院で死亡が確認された事故の発生以後、学校からの登山の計画や届出での規則が強化され、小学校登山の安全対策として立山自然保護センターで登山用ヘルメットの貸出を開始した。

### 登山史
- 1873年（明治6年） - 深見チエが女性として立山初登頂。
- 1878年（明治11年）- アーネスト・サトウが針ノ木峠を越え立山に登頂し、『日本旅行日記』などを著した。
- 1879年（明治12年） - ウィリアム・ゴーランドが立山に登頂。
- 1891年（明治24年） - ヨハニス・デ・レーケの娘ヤコバが外国人女性として立山初登頂[図 6]。
- 1893年（明治26年） - ウォルター・ウェストンが大町市の麓から針ノ木峠とザラ峠を越えて立山温泉に入り、室堂を経由して立山町の麓への探険的登山を行った。
- 1896年（明治29年） - 日本山岳会の第3代会長木暮理太郎が針ノ木峠を越えて立山に登頂。
- 1912年（明治45年） - 東水橋尋常高等小学校の児童65名が4泊5日で立山に登る。これが立山における学校登山の始まり。
- 1914年（大正3年） - ウェストンが立山を再登頂。その後1918年に『The Playground of the Far East』（極東の遊歩場）をロンドンで出版し、この山を世界に紹介した[図 6][図 10]。
- 1919年（大正8年）7月 - 富山県立富山高等女学校と富山県女子師範学校の女生徒[図 11]ら49名（女学生38名と校長含む引率者11名）が、学校から3泊4日で立山に登頂。
- 1923年（大正12年）1月 - 雄山に冬季登頂した槇有恒、板倉勝宣、三田幸夫がスキーで下山中に猛吹雪に遭い遭難。板倉は立山カルデラの縁にあたる松尾峠付近で低体温症により死亡[16]。
- 1947年（昭和22年） - 佐伯房治が地獄谷温泉に房治小屋を建設[図 12]。
- 1961年（昭和36年） - 佐伯利雄が立山の北側にある真砂岳山頂直下の東側で内蔵助山荘を開業[図 12]。
- 1967年（昭和42年） - 立山駅前の千寿ヶ原に文部省登山研修所が開設[図 5]。
- 1970年（昭和45年）12月2日 - 房治荘から撤収中の従業員、複数の大学などのスキー部員らが吹雪のため集団遭難、一時は23人が行方不明となった[報 7]。後に、16人が無事下山するが[報 8]同志社大学の学生7人が死亡。
- 1972年（昭和47年） - 山小屋であるニューサンブジ（現・雷鳥沢ヒュッテ）が、地獄谷温泉の北東端で開業[図 12]。
- 1986年（昭和61年） - それまで[いつ?]山小屋として使用されていた室堂小屋（立山室堂山荘）が富山県指定有形文化財に指定され、翌年西側に新たな山小屋の建物が造られた[図 12]。
- 1989年（平成元年）10月8日 - 立山三山を縦走中のパーティ10名が悪天候に見舞われ遭難し、真砂岳で8人が凍死する遭難事故が発生[図 4]。

### 登山ルート
立山黒部アルペンルートの交通機関を利用し、室堂を立山や剱岳などの登山口とする場合が多い。登山届から観ると、雄山神社に行く人は、8割である。また、立山室堂山荘と一ノ越を経由して、雄山神社まで往復するルートが最もよく利用されている。冬期は交通機関が途絶えるため、一般の登山は困難となる。春に立山黒部アルペンルートが開通すると、室堂周辺などで春山スキーが行われている。
室堂ターミナルから立山（雄山）のコース
- 室堂ターミナル - 立山室堂山荘 - 祓堂 - 一ノ越 - 立山（雄山）
- 室堂ターミナル - 立山室堂山荘 - 室堂山 - 浄土山 - 一ノ越 - 立山（雄山）
- 室堂ターミナル - みくりが池温泉 - 雷鳥沢 - 剱御前小舎 - 別山 - 真砂岳 - 立山（富士ノ折立・大汝山・雄山）
- 室堂ターミナル - みくりが池温泉 - 雷鳥沢 - 賽の河原 - 大走り - 真砂岳 - 立山（富士ノ折立・大汝山・雄山）
- 室堂ターミナル - みくりが池温泉 - 雷鳥沢 - 一ノ越 - 立山（雄山）

黒部ダムから立山（雄山）のコース
- 黒部ダム - ロッジくろよん - 黒部平 - 東一ノ越 - 一ノ越 - 立山（雄山）

称名滝バス停から立山（雄山）のコース
- 称名滝バス停 - 称名滝 - 八郎坂 - 弥陀ヶ原 - 室堂 - 一ノ越 - 立山（雄山）
  - 立山登山マラニック実行委員会によって、海岸から走り始め、八郎坂を通って雄山に登拝する登山マラソンも行われる。

美女平駅バスターミナルから立山（雄山）のコース
- 美女平駅バスターミナル - 弥陀ヶ原 - 室堂 - 一ノ越 - 立山（雄山）

室堂ターミナルからザラ峠を経て五色ヶ原の健脚コース
- 室堂ターミナル - 浄土山 - 龍王岳 - 獅子岳 - ザラ峠 - 五色ヶ原

### 周辺の宿泊施設
室堂周辺や立山周辺の登山道上に、ホテルや山小屋などの多くの宿泊施設がある。大汝山および雄山への最寄りの山小屋は一ノ越山荘である。全ての山小屋は予約制となっている。
| 名称               | 所在地                         | 大汝山からの 方角と距離 (km) | 標高 (m) | 収容 人数 | 備考                                     |
| ------------------ | ------------------------------ | ---------------------------- | -------- | --------- | ---------------------------------------- |
| 国民宿舎天望立山荘 | 弥陀ヶ原 日本最高所の国民宿舎  |                              | 1,940    | 89        | 富山県の学校登山が宿泊                   |
| 剱御前小屋         | 別山乗越、剱御前と別山との鞍部 | 北 2.4                       | 2,410    | 200       | 剱岳の展望                               |
| ロッジ立山連峰     | 雷鳥平                         | 北西 2.4                     | 2,330    | 200       |                                          |
| 雷鳥沢ヒュッテ     |                                | 北西 2.3                     | 2,350    | 290       | 東隣にテント250張のキャンプ場あり        |
| ホテル立山         | 室堂バスターミナル             | 西 2.2                       | 2,420    | 289       | 期間限定で立山山頂簡易郵便局が開設される |
| みくりが池温泉     | みくりが池湖畔                 | 北西 2.2                     | 2,410    | 120       |                                          |
| 雷鳥荘             | リンドウ池北                   | 北西 2.1                     | 2,400    | 350       |                                          |
| 立山室堂山荘       | 室堂平                         | 西 1.7                       | 2,450    | 200       |                                          |
| 内蔵助山荘         | 真砂岳山頂の東側直下           | 北 1.4                       | 2,790    | 120       |                                          |
| 一ノ越山荘         | 一ノ越、雄山と龍王山との鞍部   | 南西 0.9                     | 2,705    | 200       | 立山に最も近い山小屋                     |

## アクセス
- 路線バス利用
  - JR富山駅–室堂直通バス（富山地方鉄道）7月中旬 - 9月下旬まで運行がある[17]。予約制。
- 夜行バス利用　
  - 毎日新聞旅行が運行する登山バス「毎日あるぺん号」室堂行に乗車し、終点下車[18]。
- 車の利用
  - 立山駅駐車場（立山ケーブルカー乗り場）収容台数：207台[富 4]
  - 扇沢駐車場（関電トンネル電気バス乗り場）収容台数：無料駐車場230台、有料駐車場350台、臨時駐車場600 - 800台[富 5]。

### ギャラリー
|              |              |          |                    |
| 大日岳と室堂 | 大汝山と剱岳 | 富山平野 | 黒部湖と後立山連峰 |

## 火山活動
立山連峰を形成する弥陀ヶ原は気象庁が指定する常時観測火山に選ばれており、1858年4月9日に発生した火山性地震の一つである飛越地震により鳶山崩れという歴史的な山体崩壊を引き起こした。これにより立山カルデラを形成し、常願寺川上流部では天然ダムが発生した。

### 形成史
- 第1a期 - 約22-20万年前。湯川谷火山類の噴出。火口位置は鳶山より南方？[19]
- 第1b期 - 約15-10万年前。主に五色ヶ原を形成する溶岩が噴出された。火口位置は鷲岳の北西-北が中心で、龍王岳・獅子岳に西側に高さ2,800メートルを超える成層火山が形成された[19]。
- 第2期 - 約10万年前。"称名滝"火砕流堆積物（噴出量約10立方キロメートル）の噴出。この火砕流堆積物は、下部に弱溶結の軽石流である芦峅寺火砕流堆積物と、上部に強溶結のスコリア流である称名滝火砕流堆積物に分けられる[20]。火口位置は室堂平と五色ヶ原の中間付近? 弥陀ヶ原・五色ヶ原などの火砕流台地を形成[19]。また、侵食が始まった。
- 第3期 - 約9-4万年前。火山活動の溶岩流で天狗平が形成され、天狗山、国見岳を形成する溶岩が噴出した。火口位置は室堂山南方付近。2,800 - 3,000メートルの火山体が形成された[19]。以後、マグマ噴火は発生しておらず、水蒸気噴火のみとなる。
- 第4期 - 約4万年前より現在。室堂平周辺のミクリガ谷や地獄谷などの爆裂火口群を形成、地獄谷類質テフラ層が堆積[19]。

有史以降の主な活動は以下のとおり。
- 1836年7月9日：地獄谷で水蒸気噴火。文書で記録された最古の爆発[21]。火山爆発指数：VEI1。
- 1858年4月8日：飛越地震によって山体崩壊（鳶山崩れ）の発生
- 1858年4月23日：土石流、死者多数
- 1858年6月7日：土石流、死者多数
- 1946年9月11日：噴煙活動活発化。小規模な水蒸気噴火？
- 1949年10月23日?：噴煙活動活発化。小規模な水蒸気噴火？
- 1967年11月4日：火山ガス（硫化水素）によってキャンプ中の2名が死亡。
- 1973年（昭和48年）から1987年（昭和62年） - 複数回、溶融硫黄流出。
- 2004年（平成16年） - 気象庁が立山室堂に臨時地震計設置[22]。
- 2006年（平成18年）12月6日 - 噴煙活動活発化。
- 2007年（平成19年）12月1日 - 気象庁による噴火予報発表（平常）
- 2011年（平成23年）10月から12月 - 周辺の地震増加[23]。
- 2012年（平成24年）6月 - 噴気。
- 2016年（平成28年）12月1日 - 気象庁の指定する常時観測火山に追加[24]。